# Euryoryzomys nitidus
Espèce
Statut de conservation UICN

 LC  : Préoccupation mineure

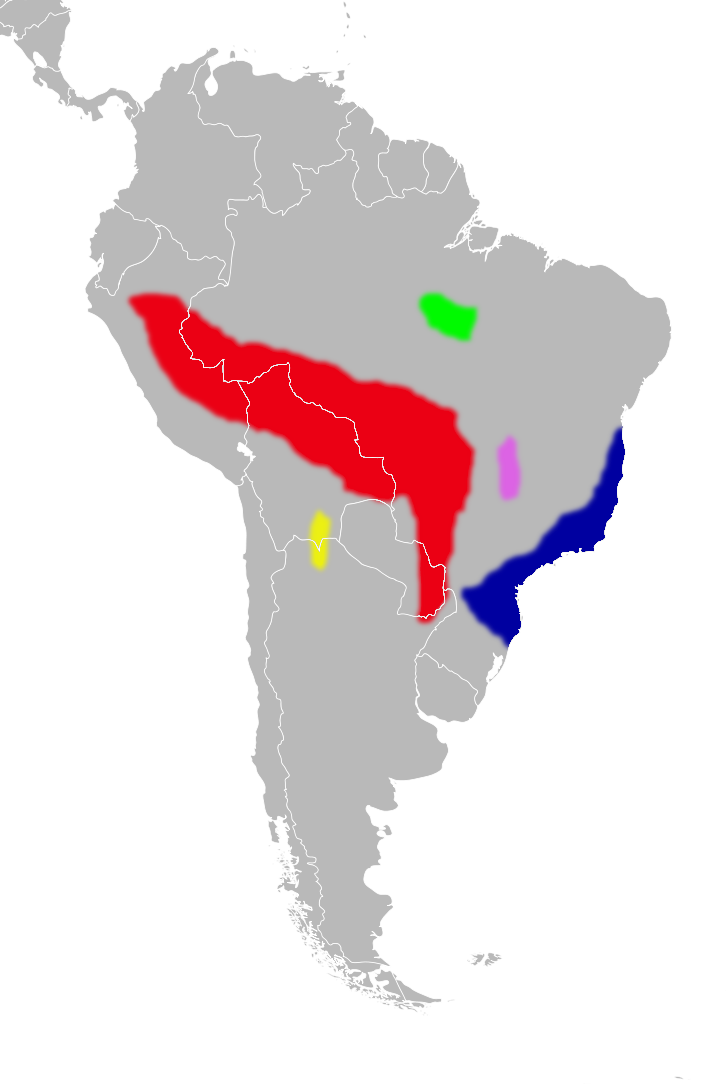
Distribution d'Euryoryzomys nitidus (en rouge).

Euryoryzomys nitidus, aussi connue sous le nom d'elegant oryzomys ou elegant rice rat est une espèce de rongeurs du genre Euryoryzomys et de la famille des Cricetidae. Auparavant, elle était connue sous le nom d'Oryzomys nitidus, mais elle n'est pas étroitement liée au genre Oryzomys car celui-ci est maintenant bien établi. Son aire de répartition comprend la Bolivie, le Brésil et le Pérou à l'est de la cordillère des Andes, dans la forêt tropicale humide des basses terres ainsi que la forêt dans les contreforts orientaux des montagnes, à des altitudes de 50 à 2 000 mètres (200 à 6 600 pieds).

## Description

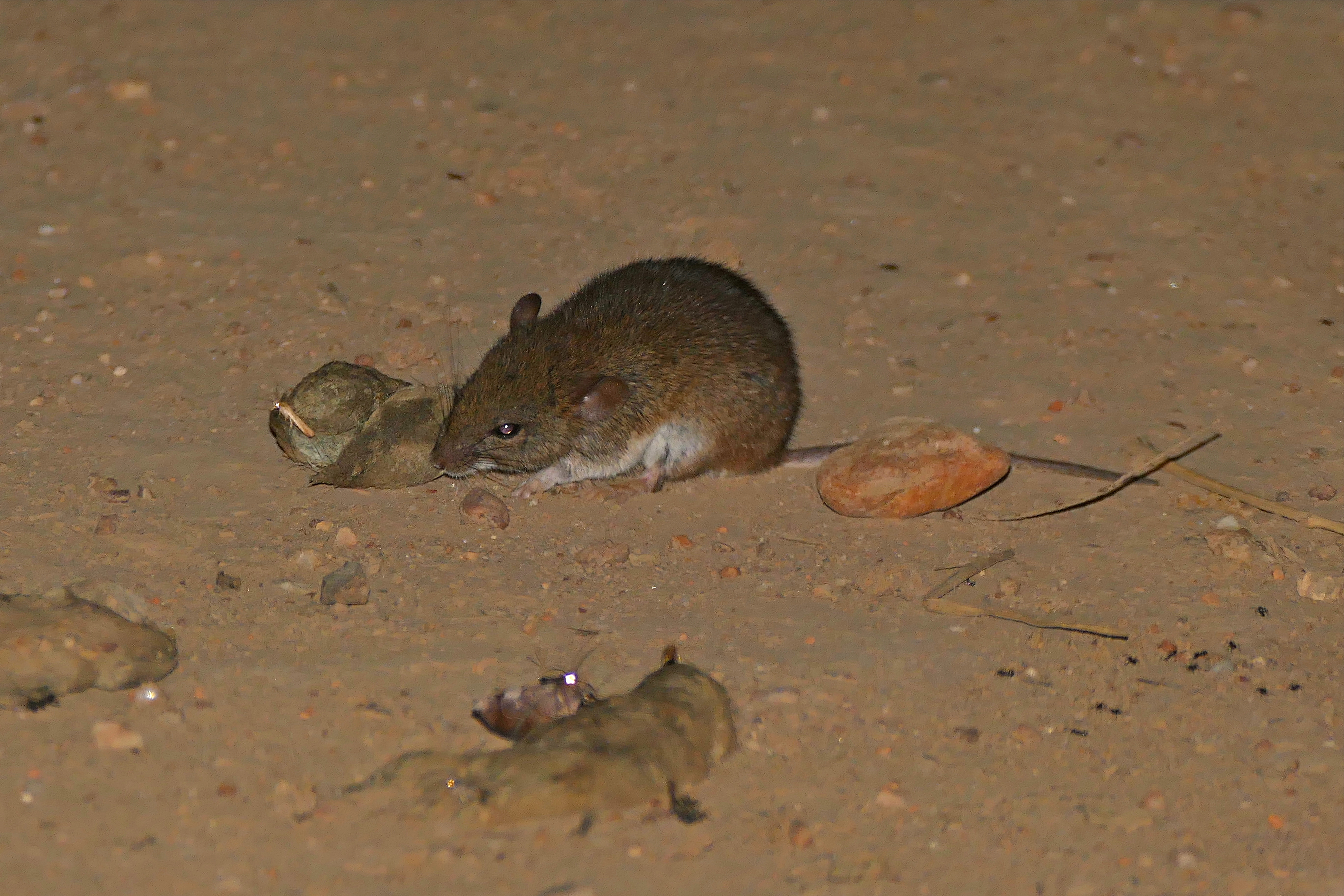
Elegant Rice Rat

Euryoryzomys nitidus est un Oryzomyini de taille moyenne avec une longueur de la tête au corps d'environ 136 mm (5,4 in) et une queue de longueur similaire. La fourrure courte et dense sur la tête et le dos est fauve ou brun fauve, les côtés de la tête et les flancs étant teintés d'ocre. Les parties inférieures sont blanchâtres-grises. La queue est d'une couleur uniforme, à l'exception de la face inférieure près de l'extrémité qui est marbrée. Les surfaces supérieures des pieds antérieurs et postérieurs sont recouvertes de poils blancs, et les ongles sont cachés par des touffes de poils qui poussent entre eux.

## Distribution et habitat
La principale population d'E. nitidus se trouve dans les contreforts andins du Pérou, de la Bolivie et de l'ouest du Brésil et des basses terres adjacentes. Cependant, des individus isolés ont été identifiés dans des endroits dispersés dans le centre-sud du Brésil, du Paraguay et du nord-est de l'Argentine. Dans le bassin supérieur de l'Amazone, cette espèce partage son aire de répartition avec les Euryoryzomys macconnelli qui lui sont étroitement liés. Son aire de répartition altitudinale se situe entre 50 et 2 000 m (200 et 6 600 pieds) et son habitat typique est la forêt tropicale et subtropicale humide. Elle est également présente dans la forêt secondaire et semble capable de tolérer une dégradation considérable de l'habitat. D'autres endroits où elle a été récupérée comprennent les forêts primaires et secondaires sèches à feuilles caduques, les forêts galeries fluviales, la savane avec des palmiers, les forêts marécageuses et les environs des villages, parmi les terres cultivées, les pâturages et les sites sportifs. Elle est également présente dans les contreforts d'un massif isolé du l'état de Mato Grosso do Sul, à la frontière occidentale du Pantanal. C'est une espèce terrestre.

## Variante andine de l'hantavirus
Une étude sur les petits rongeurs au Pérou a révélé qu'E. nitidus est la quatrième espèce la plus fréquemment capturée, avec 35 individus piégés sur un total de 362 rongeurs; six d'entre eux abritaient une variante du hantavirus, IgG, dont un mâle adulte E. nitidus. Les hantavirus peuvent causer le syndrome pulmonaire à hantavirus dans la population humaine, et bien que l'occurrence de ce syndrome soit actuellement faible, lorsqu'il survient, cette zoonose est souvent mortelle.

## Statut
E. nitidus est une espèce commune avec une large distribution. Elle est présente dans un certain nombre de zones protégées et aucune menace particulière pour l'espèce n'a été identifiée. Pour ces raisons, l'Union Internationale pour la Conservation de la Nature a évalué son état de conservation comme étant de "préoccupation mineure".